# Bui Nationalpark
Bui Nationalpark ligger i Ghana, og blev etableret i 1971. Den har et areal på 1.821 km2.

## Geografi
Bui Nationalpark gennemskæres af floden Sorte Volta; Den del der ligger på vestbredden af floden udgør en del af Bono-regionen og delen på østbredden af floden udgør en del af Savannah-regionen i Ghana. Parken grænser op til Elfenbenskysten mod vest. De nærmeste byer er Nsawkaw, Wenchi og Techiman.

### Miljø
Parken ligger i et typisk skovsavanne-område, og er kendt for sin store bestand flodheste der lever i Black Volta. Den kritisk truede abeart ursine colobus og en række antiloper og fugle findes også. Parken er blevet udpeget som et vigtigt fugleområde (IBA) af BirdLife International, fordi den understøtter betydelige bestande af violturaco, rødstrubet biæder, saheltandskægfugl, senegalske papegøjer, gulnæbbet Tornskade, vestafrikansk eremomela, pirolsanger, savannedrosselsanger og heuglins maskevæver.

## Buidæmningen
En del af parken blev oversvømmet af Buidæmningens reservoir, efter den blev bygget fra 2007 til 2013.